# 다카하시 미치타케
다카하시 미치타케(일본어: 高橋 三千丈, 1956년 11월 10일 ~ )는 일본의 전 프로 야구 선수이자 야구 지도자, 야구 해설가·평론가이다. 주니치 드래건스 투수 코치이다.

## 생애

### 선수 시절
시즈오카 현립 시즈오카 상업고등학교 시절 거침없는 투구 플레이로 강속구 투수로서 활약해 1973년 봄과 1974년 여름에 고시엔 대회에 출전, 1974년 여름에는 팀의 8강 진출에 기여했다. 1974년 여름에 열린 시즈오카현 대회에서는 3경기 연속 노히트 노런을 기록했다. 고교 졸업 후 메이지 대학에 진학하여 베스트 나인을 차지하는 등 대학 동기인 가토리 요시타카와 함께 간판 투수로서 활약, 4학년때는 주장도 맡았다. 도쿄 6대학 리그 통산 55경기 등판, 18승 14패, 평균자책점 2.36, 156개의 탈삼진 등을 기록했다.
1978년 프로 야구 드래프트 회의에서 1순위로 주니치 드래건스에 입단해 1년차인 1979년부터는 선발 투수로서 활약을 보이는 등 기대되었지만 갑작스런 오른팔 혈행 장애로 병을 앓아 다음해인 1980년부터 등판 기회가 줄어들었다. 1983년 5월 25일의 한신 타이거스전(한신 고시엔 구장)에서 완봉 승리를 거두었는데 이 경기에서는 땅볼이나 도루 실패 등에 의한 아웃이 1개도 없었기 때문에 야구계 사상 최초가 되는 무보살 완봉 승리가 되었지만 결과적으로 이것이 마지막 승리가 되었다. 1984년에는 현역 생활을 은퇴했다.
현역 시절의 주로 사용한 구질은 커브, 포크볼, 슈트이다.

### 그 후
은퇴 이후에도 주니치에 몸담으면서 1985년부터 1986년까지는 2군 투수 코치, 1987년은 1군 투수 코치, 1988년부터 1991년까지는 2군 투수 코치, 1992년은 1군 투수 코치 보좌, 1993년부터 1995년까지는 1군 투수 코치를 맡았다. 1996년부터 1997년까지는 주쿄TV방송의 야구 해설위원으로 활동했고 1998년부터 2000년까지는 주니치 1군 투수 코치, 2001년부터 2002년까지는 2군 투수 코치, 2003년은 1군 투수 코치 겸 수석 코치, 2004년부터 2008년까지는 2군 투수 코치를 맡았다.
2009년부터는 2008년 추계 캠프에서 투수 인스트럭터를 맡은 적도 있어 KBO 리그팀인 LG 트윈스의 투수 코치로 발탁되었다. 애초에는 1군 담당이었지만 팀 사정에 의해 6월부터 2군 담당으로 변경되었다. 2012년에는 주니치 드래건스 시절 제자이자 대한민국에서 ‘무등산 폭격기’라고 불리던 선동열 KIA 타이거즈 감독과의 인맥으로 KIA 타이거즈의 투수 코치로 발탁되어 1년 간 역임했다.

## 상세 정보

### 출신 학교
- 시즈오카 현립 시즈오카 상업고등학교
- 메이지 대학

### 선수 경력
- 주니치 드래건스(1979년 ~ 1984년)

### 지도자·기타 경력
- 주니치 드래건스 2군 투수 코치(1985년 ~ 1986년, 1988년 ~ 1991년, 2001년 ~ 2002년, 2004년 ~ 2008년)
- 주니치 드래건스 1군 투수 코치(1987년, 1992년 ~ 1995년, 1998년 ~ 2000년, 2003년)
- 주쿄TV방송 야구 해설 위원(1996년 ~ 1997년)
- LG 트윈스 2군 투수 코치(2009년 ~ 2011년)
- KIA 타이거즈 투수 코치 (2012년)

### 개인 기록
- 첫 등판 : 1979년 4월 21일, 대 히로시마 도요 카프 2차전(히로시마 시민 구장), 8회말에 4번째 투수로서 구원 등판·마무리, 1이닝 무실점
- 첫 탈삼진 : 1979년 4월 25일, 대 한신 타이거스 4차전(나고야 구장), 9회초에 리로이 스탠톤으로부터
- 첫 선발 : 1979년 5월 28일, 대 히로시마 도요 카프 9차전(오카야마 현 야구장), 6과 0/3이닝을 던져 3실점
- 첫 세이브 : 1979년 7월 12일, 대 야쿠르트 스왈로스 13차전(메이지 진구 야구장), 8회말에 2번째 투수로서 구원 등판·마무리, 2이닝 무실점
- 첫 승리 : 1979년 7월 14일, 대 요미우리 자이언츠 14차전(나고야 구장), 6회초에 3번째 투수로서 구원 등판, 2이닝 1실점
- 첫 선발 승리 : 1979년 9월 2일, 대 한신 타이거스 22차전(나고야 구장), 7이닝 2실점
- 첫 완투 승리·첫 완봉 승리 : 1983년 5월 25일, 대 한신 타이거스 7차전(한신 고시엔 구장)

### 등번호
- 12(1979년 ~ 1984년)
- 89(1985년 ~ 1992년, 1998년 ~ 2008년)
- 88(1993년 ~ 1994년)
- 87(1995년)
- 79(2009년 ~ 2011년)
- 80(2012년)

### 연도별 투수 성적
| 연 도      | 소 속      | 등 판 | 선 발 | 완 투 | 완 봉 | 무 4 구 | 승 리 | 패 전 | 세 이 브 | 홀 드 | 승 률 | 타 자 | 이 닝 | 피 안 타 | 피 홈 런 | 볼 넷 | 고 4 | 몸 맞 | 탈 삼 진 | 폭 투 | 보 크 | 실 점 | 자 책 점 | 평 자 책 | W H I P |
| ---------- | ---------- | ----- | ----- | ----- | ----- | ------- | ----- | ----- | -------- | ----- | ----- | ----- | ----- | -------- | -------- | ----- | ---- | ----- | -------- | ----- | ----- | ----- | -------- | -------- | ------- |
| 1979년     | 주니치     | 43    | 6     | 0     | 0     | 0       | 5     | 4     | 2        | --    | .556  | 425   | 102.0 | 94       | 15       | 37    | 1    | 0     | 60       | 3     | 0     | 52    | 47       | 4.15     | 1.28    |
| 1980년     | 주니치     | 8     | 1     | 0     | 0     | 0       | 0     | 1     | 0        | --    | .000  | 53    | 10.1  | 21       | 2        | 2     | 0    | 0     | 2        | 0     | 0     | 15    | 13       | 11.32    | 2.23    |
| 1983년     | 주니치     | 8     | 4     | 1     | 1     | 0       | 1     | 1     | 0        | --    | .500  | 91    | 21.1  | 26       | 5        | 5     | 0    | 0     | 9        | 0     | 0     | 11    | 11       | 4.64     | 1.45    |
| 1984년     | 주니치     | 1     | 0     | 0     | 0     | 0       | 0     | 0     | 0        | --    | ----  | 3     | 0.0   | 1        | 0        | 2     | 0    | 0     | 0        | 0     | 0     | 2     | 2        | ----     | ----    |
| 통산 : 4년 | 통산 : 4년 | 60    | 11    | 1     | 1     | 0       | 6     | 6     | 2        | --    | .500  | 572   | 133.2 | 142      | 22       | 46    | 1    | 0     | 71       | 0     | 0     | 80    | 73       | 4.92     | 1.41    |

- 1981년, 1982년은 1군 출장 없음.